# Alessandro Botturi
Alessandro Botturi   (Lumezzane, 12 de juliol de 1975) és un antic pilot d'enduro italià que va guanyar vuit Campionats d'Itàlia entre el 2002 i el 2011. També va formar part de l'equip italià que va guanyar el Trofeu als Sis Dies Internacionals d'Enduro els anys 2005 i 2007. Pel que fa a les competicions de ral·li raid, va guanyar el Sardegna Rally Race els anys 2014 i 2017 i va participar en diverses edicions del Ral·li Dakar.